# Ingracjacja
Ingracjacja ("wkradanie się w cudze łaski") – technika manipulacji, działanie mające na celu zdobycie sympatii (wytworzenie pozytywnej postawy). 
Istota tego zachowania sprowadza się do stworzenia pozytywnego obrazu własnej osoby u drugiego człowieka oraz zastosowania różnego typu technik mających na celu uzyskanie sympatii do siebie oraz próby wymuszenia uznania wszystkich walorów. Zaprzyjaźnienie się ma charakter czysto instrumentalny, i jednocześnie jest narzędziem uzyskania wpływu.
Do najbardziej popularnych technik wkradania się w ludzkie łaski należą:
- Podwyższanie samooceny partnera relacji - podkreślanie zalet osoby manipulowanej, podnoszenie wartości, schlebianie (pot. lizusostwo).
- Zwiększanie własnej atrakcyjności, pozytywna autoprezentacja w oczach partnera relacji.[potrzebny przypis]
- Konformizm opinii, postaw i zachowań. Zgodność dotyczy opinii które są istotne dla osoby manipulowanej, ale w ich zakresie potrzebuje ona wsparcia (pot. lizusostwo).